# Keegan Joyce

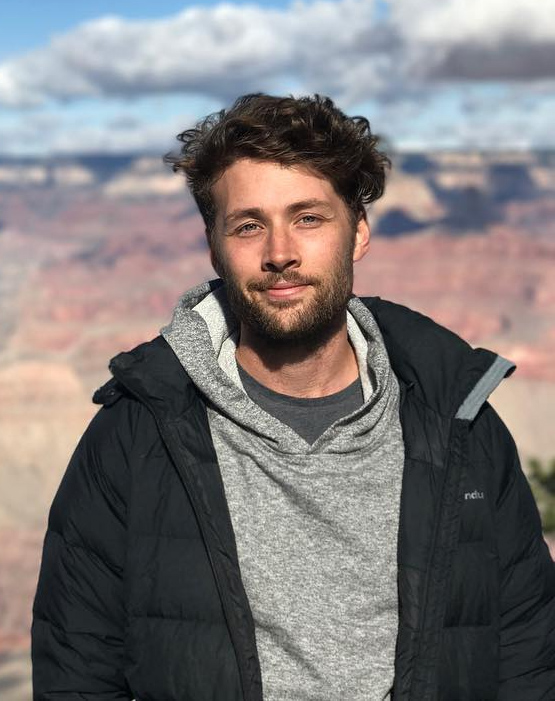
Keegan Joyce

Keegan Joyce (* 25. August 1989 in Sydney) ist ein australischer Schauspieler und Sänger.

## Leben und Karriere
Keegan Joyce besuchte die King's School in Parramatta.
Im Alter von 12 Jahren hatte Keegan Joyce seinen ersten professionellen Auftritt als Oliver Twist im Musical Oliver!.
In der Fernsehserie K-9 stellte Joyce den Waisen und Rebell Starkey dar.
Von 2010 bis 2018 spielte Joyce Fuzz Greene in 33 Folgen der Fernsehserie Rake. Seine Figur Fuzz hat ein chaotisches und wildes Leben. Er datet eine Englischlehrerin, tritt einer evangelikalen Gruppe bei und kehrt mit einer Frau aus dem Kongo aus Afrika zurück. Während des Drehs schreib Joyce sich als Student beim Australian Conservatorium of Music ein, wo er 2014 einen Abschluss in Musikwissenschaft erhielt.
Von 2014 bis 2015 stellte Joyce Andrej im Musical Once am Princess Theatre in Melbourne dar. Er sang in dem Musical nicht nur, sondern spielte auch verschiedene Instrumente, wie zum Beispiel die Ukulele.
In den Jahren 2014 bis 2016 war Joyce als Arnold in der Fernsehserie Please Like Me zu sehen. Bevor Joyce die Rolle des schwulen, unter einer Angststörung leidenden, Arnold spielte, verbrachte Joyce eine Menge Zeit damit mehr über diese psychische Störung herauszufinden. Es sei ihm wichtig gewesen diese Krankheit respektvoll und realistisch darstellen zu können.
Neben dem Schauspielen singt Joyce und spielt Gitarre, Bassgitarre und Ukulele. Er ist auf dem, von der ABC produzierten, Album Mysteries of Gregorian Chant als Tenorsänger zu hören. Außerdem ging er mit dem Chamber Choir auf Europatour und sang mit diesem unter anderem im Notre-Dame de Paris und Westminster Abbey.
2016 nahm Joyce sein Album Snow on higher ground auf, das auf Vinyl und einigen digitalen Plattformen veröffentlicht wurde. Das Album schaffte es am 1. September 2016 auf Platz 45 der australischen ITunes Charts.

## Filmografie
- 2004: For Every Year (Kurzfilm)
- 2006: Superman Returns
- 2009: Wall Boy (Kurzfilm)
- 2009–2010: K-9 (Fernsehserie, 26 Episoden)
- 2010–2018: Rake (Fernsehserie, 33 Episoden)
- 2011: Rescue Special Ops (Fernsehserie, eine Episode)
- 2013: Greg's First Day (Kurzfilm)
- 2014–2016: Please Like Me (Fernsehserie, 22 Episoden)
- 2017: Picking Up (Kurzfilm)
- 2018: Guy (Kurzfilm)

## Musical
| Jahr      | Titel                | Rolle        | Theater          | Ort                        |
| --------- | -------------------- | ------------ | ---------------- | -------------------------- |
| 2002      | Oliver!              | Oliver Twist | Lyric Theatre    | Star City, Darling Harbour |
| 2006      | Titanic              |              | Theater Royal    | Sydney                     |
| 2010      | Edges – A Song Cycle |              | Parade Theatre   | Kensington                 |
| 2014–2015 | Once                 | Andrej       | Princess Theatre | Melbourne                  |
| 2018      | Evie May             | Cole         | Hayes Theatre    | Sydney                     |

## Theater
| Jahr | Titel            | Rolle   | Theater                                       | Ort                          |
| ---- | ---------------- | ------- | --------------------------------------------- | ---------------------------- |
| 2017 | Vivid White      | Rake    | Sumner Theatre                                | Perth                        |
| 2019 | Solaris          | Ray     | Tour: Lyric Hammersmith, Royal Lyceum Theatre | Tour: London, Edinburgh etc. |
| 2020 | Cloudstreet      | Quick   | His Majesty’s Theatre                         | Perth                        |
| 2020 | Rules for Living | Matthew | Opera House                                   | Sydney                       |